# برج تشيلسي
برج تشيلسي هو ناطحة سحاب بارتفاع 250 م (820 قدم) في طريق الشيخ زايد، دبي، الإمارات العربية المتحدة. ويتألف البرج من 49 طابقًا، يشغلهم فندقًا وشققًا سكنية. برج تشيلسي هو البرج السابع عشر في قائمة أطول أبراج دبي. حين اكتمل بناء البرج عام 2005، كان هو خامس أطول مبنى في دبي.
سُمّي البرج أثناء تشييده 'برج السلام 2'، وذلك بعد تسمية البرج المجاور له 'برج السلام 1' (حاليًا برج الاتحاد)، والذي تغيره اسمه بعد البيع.

## روابط خارجية
- الموقع الرسمي
- برج تشيلسي على Emporis
- برج تشيلسي على SkyscraperPage